# Escorxador Municipal de Torà
L'Escorxador Municipal és un edifici de Torà (Solsonès) inclòs a l'Inventari del Patrimoni Arquitectònic de Catalunya.

## Descripció
Edifici d'ús industrial de planta quadrangular i estil modernista. S'accedeix a l'interior a través de dues grans portades d'arc escarser, emmarcades per una motllura de maó amb una clau llisa al centre. Damunt d'aquestes portades hi ha una motllura de maó que divideix la part superior de la façana, on s'aixeca un cos semicircular, al centre del qual, trobem una fornícula que segueix el model de les portades. Unes grans lletres negres verticals indiquen que aquest és "L'ESCORXADOR MUNICIPAL". Aquest edifici es troba comprés entre un habitatge unifamiliar i un espai obert amb una façana i dues portes, que segueix la mateixa estètica que l'edifici de l'escorxador, amb la diferència que aquest no es troba arrebossat i pintat de blanc, sinó que presenta un parament de pedra irregular en tot el mur.
La façana juga amb el contrast que es produeix entre el sòcol, l'arrebossat pintat de color blanc i les motllures de maó, que donen dinamisme a la façana.